# Codex Atanicus
Codex Atanicus es una antología fílmica underground (tres cortometrajes producidos entre 1995 y 1999), escrita y producida por Carlos Atanes y estrenada en DVD en 2008.

## Argumento
Tras una breve introducción de Arantxa Peña (actriz habitual en las películas "atánicas"), se nos presentan consecutivamente tres historias:
- Metaminds & Metabodes (1995), un enloquecido y muy violento relato acerca del encuentro entre un borracho enfermo de septicemia y un súcubo lascivo en el espejo en una taberna;
- Morfing (1996), un grotesco viaje de Atanes a través de las alcantarillas del cine independiente;
- y Welcome to Spain (1999), una pesadilla lujuriosa y sanguinaria donde la gente se bate a muerte por una absurdidad: ascender unas escaleras.

## Comentario
Antes de sus largometrajes FAQ: Frequently Asked Questions y PROXIMA Carlos Atanes dirigió varios cortometrajes extraños e inclasificables. Esos trabajos "de juventud" son un concentrado de surrealismo, rareza, rabia, lujuria y libertad creativa, y son prueba de un talento visual asombroso. A pesar del desprecio de los festivales españoles y europeos, de las televisiones y de las empresas distribuidoras, esos cortometrajes consiguieron a finales de los años 90 un reconocimiento marginal en el circuito underground español (y también una intensa reacción contraria: algunas proyecciones acabaron en tumultuosa pelea). Las tres piezas más destacables forman parte del "Codex Atanicus", que ha visto la luz para el gran público gracias a los nuevos canales digitales de distribución. La crítica americana ha recibido la antología con entusiasmo, reconociéndola como una futura obra de culto, comparando a Atanes con autores tan significativos como David Lynch, Luis Buñuel, David Cronenberg, John Waters, Fernando Arrabal or Kenneth Anger.

## Curiosidades
- La idea de beber un gran vaso de leche en la introducción es un guiño de Arantxa Peña. En casi todas las películas de Atanes salen actrices bebiendo leche en grandes vasos.

- Muchos de los planos de Metaminds & Metabodies se filmaron a través de espejos y de espejos reflejados en otros espejos.

- La secuencia final de Morfing es probablemente el primer bukkake filmado nunca para una película no-pornográfica. Y es, con toda seguridad, el primero en el cine español.

- Los directores de películas de terror Jaume Balagueró y Nacho Cerdà realizaron un breve cameo en el episodio Morfing junto al veterano realizador de cine de vanguardia José María Nunes.

- Durante la filmación de la secuencia del arco, Carlos Atanes estuvo a punto de matar accidentalmente al operador de cámara al apretar el gatillo del arco de poleas demasiado pronto. La flecha rasgó el lateral de la cámara, rebotó en la pared y se clavó en la diana. El operador sobrevivió por los pelos gracias a haberse mantenido agachado.

- Todos los actores que intervinieron en la secuencia de las escaleras de Welcome to Spain's sufrieron heridas y magulladuras de diferente consideración durante el rodaje.